# Demolition (Band)
Demolition (engl. = Abbruch, Abriss, Vernichtung) ist eine österreichische Thrash-Metal-Band, die 1996 in Wien gegründet wurde.

## Geschichte
1996 entschieden sich Schlagzeuger Tom Kräutner und Gitarrist Thomas Pippersteiner Demolition ins Leben zu rufen. Als Mitstreiter wurden Hans-Peter Rapp (Bass) und Peter Musch (Gesang, Gitarre) gefunden und das Line-up vollendet.
1998 wurde bereits in Eigenproduktion das Debütalbum … In the Beginning über das hauseigene Label DN Records, veröffentlicht.
Daraus ergaben sich für Demolition diverse Auftrittsmöglichkeiten und die Band durfte im Vorprogramm von zahlreichen internationalen Acts auftreten.
Im Jahr 2000 wurde Demolition von einem Sublabel von Massacre Records unter Vertrag genommen. Im darauffolgenden Jahr erschien das zweite Album Out of Noland, das im tschechischen Hacienda Studio von Milos „Dodo“ Dolezal aufgenommen wurde und auf dem unter anderem Gastmusiker wie Stygma-IV-Sänger Ritchie Krenmaier mitwirkten.
Frontmann Peter Musch wurde ein Jahr später durch Wolf Süßenbeck (Darkside) ersetzt. Damit gewann die Band neue Ideen setzte diese im Juni 2003, im Exponent Studio Slowakei (Hypnös, Krabathor, Darkside, …) mit den neuen Aufnahmen zum Album Existence um. Das Album erschien bei dem deutschen Label Twilight-Vertrieb und die Band begleitete 2005 Testament auf ihrer 10-Days-in-Mai-Reunion-Tour zusammen mit Susperia, mit denen man noch im Winter desselben Jahres ein weiteres Mal durch Europa tourte.
In dieser Zeit stieß auch Janos Murri, Gitarrist der italienischen Band Resurrecturis, zur Band und übernahm, vorerst nur auf der Bühne, ab 2006 aber fix, die zweite Gitarre.
2007 begannen die Aufnahmen zum vierten Album Relict IV, in der aktuellen fünf Mann Besetzung, in den Noisehead Studios von Mario Jezik in Wien. Das Album erschien ein weiteres Mal bei dem deutschen Label Twilight-Vertrieb am 25. Januar 2008 und konnte auf der, im April absolvierten Europatournee, gemeinsam mit den Thrashlegenden von Death Angel, mit Mercenary und Extrema, promotet werden.

## Diskografie
- 1998: … In the Beginning
- 2001: Out of Noland
- 2004: Existence
- 2008: Relict IV